# Santi Ildefonso e Tommaso da Villanova
Santi Ildefonso e Tommaso da Villanova, även Sant'Ildefonso in Via Sistina, är en kyrkobyggnad i Rom, helgad åt Ildefonsus av Toledo (607–667) och Tomas av Villanova (1488–1555). Kyrkan är belägen vid Via Sistina i rione Colonna och tillhör församlingen Sant'Andrea delle Fratte.

## Kyrkans historia
1588 grundade spanjoren Luis de León de så kallade Augustiner-rekollekternas orden, som är en reformerad gren av Augustinerorden. Denna orden etablerade sig vid Via Sistina i Rom 1619. Man lät uppföra ett oratorium 1652 och 1667 byggdes på dess plats den nuvarande kyrkan, efter ritningar av dominikanermunken och arkitekten Giuseppe Paglia. Innertaket är inspirerat av det i kapellet Re Magi, ritat av Francesco Borromini. Barockfasaden uppfördes 1725 efter ritningar av Francesco Ferrari.
1954 företogs en restaurering av kyrkan under ledning av Antonio Muñoz.

## Konstverk i urval
- Antonio Cometti: Sankta Rita av Cascia (skulptur)
- Antonio Cometti: Sankt Fulgentius av Ruspe (skulptur)
- Antonio Cometti: Sankt Ferdinand III av Kastilien (skulptur)
- Antonio Cometti: Sankta Klara av Montefalco (skulptur)
- Antonio Cometti: Sankt Alypius of Thagaste (skulptur)
- Antonio Cometti: Sankt Ludvig IX av Frankrike (skulptur)
- Francesco Grassia: Jesu födelse (även benämnd Herdarnas tillbedjan, högrelief, 1670)
- Juan Correa: Den Obefläckade med de heliga Augustinus och Monica (1700-talet)
- Anonymus: De heliga Ildefonsus och Tomas av Villanova (högaltarmålning; denna målning ersatte 1935 Madonna di Copacabana)
- Juan Correa: Madonna di Guadalupe (1700-talet)

## Bilder

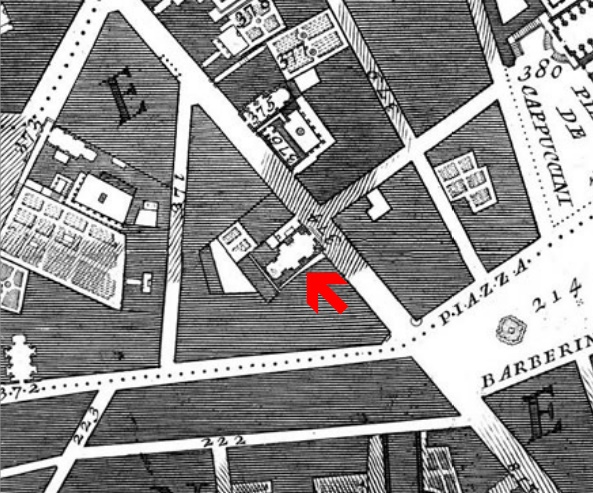
Santi Ildefonso e Tommaso da Villanova (nummer 374 vid den röda pilen) på Giovanni Battista Nollis Rom-karta från 1748.
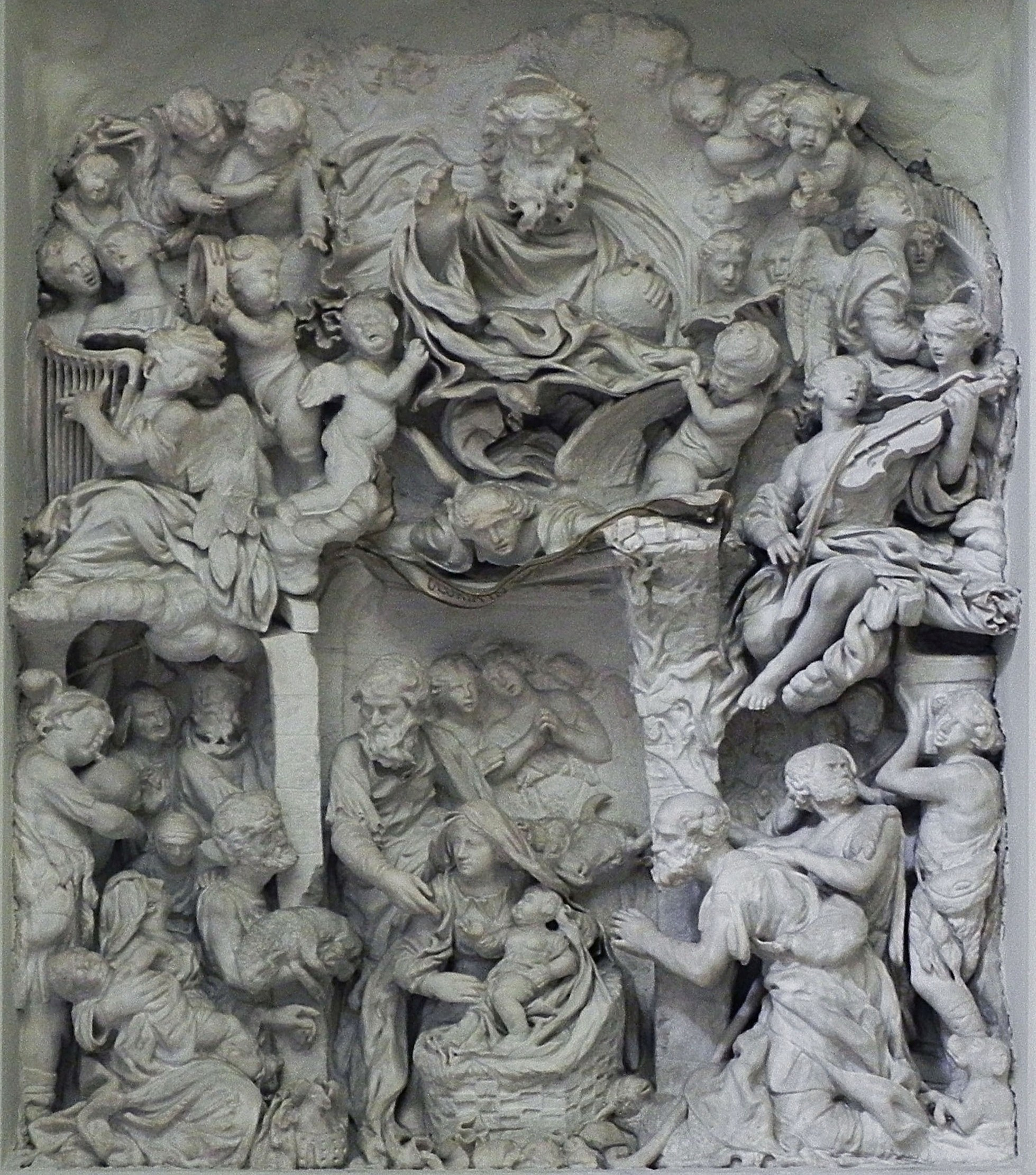
Jesu födelse av Francesco Grassia.

### Fotnoter
1. 1 2  ”Vicariatus Urbis: Chiesa annessa Sant'Ildefonso in Via Sistina”. Arkiverad från originalet den 8 april 2015. https://web.archive.org/web/20150408010539/http://www.vicariatusurbis.org/?page_id=188&ID=785. Läst 16 april 2015.